# Таш-Арык (Ошская область)
Таш-Арык (кирг. Таш-Арык) — село в Кара-Сууском районе Ошской области Кыргызстана. Входит в состав Джаны-Арыкского айылного аймака.

## География
Село расположено в северо-западной части области, на берегу канала Отуз-Адыр, на расстоянии приблизительно 15 километров (по прямой) к востоко-юго-востоку от города Кара-Суу, административного центра района. Абсолютная высота — 1025 метров над уровнем моря.

## Население
Согласно оценочным данным Национального статистического комитета Кыргызской Республики, численность населения села на начало 2023 года составляла 2734 человека.
| год     | 2009 | 2014 | 2015 | 2020 | 2021 | 2023 |
| ------- | ---- | ---- | ---- | ---- | ---- | ---- |
| человек | 1857 | 2210 | 2250 | 2622 | 2659 | 2734 |